# Jerzy Szalbierz
Jerzy Szalbierz (ur. 24 lutego 1947 w Gorzowie Wielkopolskim, zm. 16 grudnia 1997 tamże) – polski artysta fotograf, fotoreporter. Członek Związku Polskich Artystów Fotografików. Członek Gorzowskiego Towarzystwa Fotograficznego. Członek kulturotwórczej grupy Stolik numer 1.

## Życiorys
Jerzy Szalbierz absolwent biologii Studium Nauczycielskiego w Gorzowie Wielkopolskim, związany z gorzowskim środowiskiem fotograficznym – mieszkał, pracował, tworzył w Gorzowie Wielkopolskim. Miejsce szczególne w jego twórczości zajmowała fotografia kreacyjna – w dużej części kolażowa oraz fotografia portretowa. Zawodowo związany z fotografią jako fotoreporter pisma Celuloza w Kostrzynie, (od 1981) jako fotoreporter Ziemi Gorzowskiej oraz współpracujący fotoreporter z Gazetą Lubuską.
Jerzy Szalbierz był autorem oraz współautorem wielu wystaw fotograficznych; indywidualnych i zbiorowych, w Polsce i za granicą. Jego fotografie były prezentowane na licznych wystawach pokonkursowych, gdzie zdobywały akceptacje, nagrody, wyróżnienia, dyplomy, listy gratulacyjne – w dużej części na Dorocznych Wystawach Gorzowskiego Towarzystwa Fotograficznego. Był członkiem Gorzowskiego Towarzystwa Fotograficznego od 1974, gdzie w 1981 został przewodniczącym Komisji Artystycznej GTF. W 1977 został przyjęty w poczet członków rzeczywistych Związku Polskich Artystów Fotografików – od 1981 był kierownikiem Delegatury ZPAF w Gorzowie Wielkopolskim. W 1978 został stypendystą Ministerstwa Kultury i Sztuki, w 1981 za pracę fotoreportera – został laureatem nagrody Robotniczej Spółdzielni Wydawniczej Prasa-Książka-Ruch, w 1991 został uhonorowany Nagrodą im. Waldemara Kućki.
Jerzy Szalbierz zmarł 16 grudnia 1997 – pochowany w Zaułku Zasłużonych, na cmentarzu w Gorzowie Wielkopolskim, upamiętniony tablicą wmurowaną w bruk gorzowskiego Starego Rynku (Aleja Gwiazd). W 1998 zorganizowano pośmiertną autorską wystawę fotografii Jerzego Szalbierza – w ówczesnym Centrum Promocji Stilonu, obecnym Miejskim Ośrodku Sztuki w Gorzowie Wielkopolskim.
Fotografie Jerzego Szalbierza mają w swoich zbiorach Biblioteka Narodowa w Warszawie, Gorzowskie Towarzystwo Fotograficzne, Miejski Ośrodek Sztuki w Gorzowie Wielkopolskim oraz Muzeum Narodowe we Wrocławiu.

## Odznaczenia
- Złota Odznaka Za Zasługi dla Województwa Gorzowskiego;
- Medal 40-lecia Polski Ludowej;
- Odznaka „Zasłużony Działacz Kultury”;

Źródło.